# 프로코피오스
카이사레이아의 프로코피오스(Προκόπιος ὁ Καισαρεύς, 500년경- 565년경)은 6세기의 동로마 제국의 역사가이다.

## 생애
프로코피오스 자신이 남긴 글 외에도 975년경에 편찬된 동로마 제국의 백과사전인 수다를 통해 그의 초기 일생에 대한 주요 실마리를 얻을 수 있다. 여기에 따르면 프로코피오스는 속주 팔레스티나의 카이사레이아 출신으로 되어 있는데, 가자 지구의 학교에서 그리스 고전과 수사학에 관한 전통적인 엘리트 교육을 받았을 것으로 추정된다. 프로코피오스가 이후 법학을 배운 곳은 베리투스(Berytus, 지금의 베이루트) 또는 동로마 제국의 수도인 콘스탄티노폴리스(지금의 이스탄불)로 추정되며, 법학 교육을 마친 뒤에는 변호사(수사관)으로 일했다. 프로코피오스는 법학을 배운 사람답게 라틴어를 자유롭게 구사할 수 있었으며, 유스티니아누스 1세가 동로마의 황제로써 처음 통치를 시작한 해인 527년에 장군 벨리사리우스의 법률 고문이 되었다.
프로코피오스는 벨리사리우스가 531년 칼리니쿰 전투를 치르고(이 전투에서 벨리사리우스는 패배) 콘스탄티노폴리스로 소환되기 이전부터 그와 행동을 함께 했으며, 벨리사리우스가 그의 동료 장군인 문두스나 환관 나르세스와 함께 532년 1월 히포드롬에서 일어났던 니카의 반란을 잔인한 대학살로 강경 진압하던 순간을 목격하였다. 533년, 그는 북아프리카의 반달 왕국을 원정하는 벨리사리우스를 따랐고 그가 반달 왕국의 수도 카르타고를 함락시키는 것을 보았으며, 이후 벨리사리우스의 후임자가 된 환관 솔로몬과 함께 북아프리카에 남았다. 벨리사리우스가 콘스탄티노플로 돌아간 뒤. 프로코피오스는 535년부터 536년 사이 있었던 혹독한 기상 현상에 대해 기록했으며, 이는 카르타고 주변의 반란과 같은 동로마 제국의 군사 활동의 배경으로 제시되었다. 이후 벨리사리우스가 동고트 왕국의 치하에 있던 이탈리아 반도와 로마 시에서 동고트 왕국에 의한 1년 9일간의 포위를 겪고 540년에 고트족이 수도로 삼고 있던 옛 로마의 도시 라벤나에 동로마군이 재입성하는 것을 지켜보았다. 그의 저서인 전쟁사와 비사에 묘사된 것을 보아 이 시점 이후로 프로코피오스와 벨리사리우스의 관계가 험악해진 것으로 보인다. 벨리사리우스가 544년 이탈리아로서 동고트의 왕 토틸라와 전쟁을 벌였을 때 이후로 프로코피오스는 더 이상 벨리사리우스를 따르지 않고 있다.
동로마 제국의 군사령관(마기스테르 밀리툼)으로써 벨리사리우스는 원로원 의원의 3개 칭호 가운데 높은 '빛나는 자'(라틴어: vir illustris; 그리스어: ἰλλούστριος, illoústrios)였고, 그런 벨리사리우스의 법률 고문으로써 프로코피오스도 적어도 '존경스러운 자'(vir spectabilis) 정도의 지위를 지니고 있었던 것으로 보이며, 프로코피오스도 마찬가지로 원로원 의원(오르도 세나토리우스)에 속했음을 알 수 있다. 수다는 프로코피오스 자신을 '일러스트레스(illustres)' 가운데 하나로 묘사하고 있는데, 이 기록이 정확하다면 프로코피오스는 동로마 황제 유스티니아누스 아래 황제의 자문 역할을 했던 콘스탄티노폴리스 원로원의 의원 가운데 한 명이었을 것으로 보인다.
프로코피오스가 언제 죽었는지는 확실하지 않다. 제임스 하워드 존슨이나 에버릴 카메론, 제프리 그레프리 그렉스 등 대부분의 역사학자들은 프로코피오스가 554년에 사망했다고 보고 있다. 하지만 562년에 프로코피오스가 콘스탄티노폴리스 지사를 지냈다고 하는 기록도 있으며, 같은 해에 벨리사리우스는 모종의 음모에 연루되어 그의 앞으로 보내졌다고 한다.

## 저작
프로코피오스는 유스티니아누스 1세 때에 활약했던 장군 벨리사리우스의 비서관 겸 법률 고문으로서 대(對)사산 조 페르시아 전쟁, 반달 왕국 정복전, 동고트 왕국 정복전에 종군하여 기록을 남겼다. 저작으로 앞에서 열거한 전쟁의 참전 경험을 기록한 《전사(戰史)》(전8권), 하기아소피아 대성당 재건 등에서 유스티니아누스 1세가 행한 건축 업적을 찬양한 《건축에 대하여》, 유스티니아누스와 테오도라 통치 시기 동로마 제국의 은밀한 뒷이야기가 담긴 《비사(秘史)》가 남아 있다. 그의 문체는 고대 그리스의 사가 헤로도토스나 투키디데스의 것을 이어받아, 동로마 제국 초기의 역사서 가운데 가장 뛰어난 것으로 평가받고 있다.
그의 저작 가운데 《비사》는 그 이름에서 보이듯 처음부터 외부 공개를 전제로 한 것이 아니었다(물론 프로코피오스 생전에는 공개되지 않았다). 이 책은 앞에서 설명한 유스티니아누스의 고대 로마 제국 부흥이나 건축 활동을 찬미한 두 책과는 달리, 유스티니아누스 부부나 벨리사리우스 부부에 대한 욕이나 추문을 늘어 놓고 있다. 때문에 이전에는 다른 인물의 작품이 아닐까도 생각되었지만, 연구 결과 이것도 마찬가지로 프로코피오스의 저술임이 확인되었다. 《비사》는 시민의 반란을 무력으로 평정하고 전제군주제를 강화했던 유스티니아누스 황제 치하의 지식인이 처했던 입장을 반영하고 있다고 할 수 있다. 덕분에 유스티니아누스와 테오도라에 대한 지나치게 부정적인 서술에도 당시 제국과 유스티니아누스 황제의 실상을 알 수 있는 귀중한 자료로 평가된다.

## 같이 보기
- 요르다네스
- 그레고리우스 투로넨시스